# Claudio Sala
Claudio Sala (8. září 1947, Macherio, Itálie) je bývalý italský fotbalový záložník a trenér.
Fotbalově vyrostl v Monze, kde působil do roku 1968. Poté jej koupil za 125 milionů lir Neapol. Tady vydržel jednu sezonu a poté byl prodán za 470 milionů lir do Turína. S býkama získal v sezoně 1970/71 nejprve Italský pohár a v sezoně 1975/76 svůj jediný titul v lize. V Turíně zůstal do roku 1980. Poté odešel do druholigového Janova. Pomohl jim k postupu do nejvyšší ligy a po sezoně 1981/82 po 323 zápasech v nejvyšší lize ukončil kariéru.
Za reprezentaci odehrál 18 utkání a byl na MS 1978, kde odehrál dva zápasy.
Po ukončení fotbalové kariéře se stal trenérem a vedl tři kluby. Dvacet utkání byl trenérem Turína v sezoně 1988/89. Poté vedl třetiligové Catanzaro a v roce 2001 byl u klubu Moncalieri ve čtvrté lize.

## Hráčská statistika
| Sezóna  | Klub   | Liga    | Liga   | Liga | Ligové poháry | Ligové poháry | Ligové poháry | Kontinentální poháry | Kontinentální poháry | Kontinentální poháry | Celkem | Celkem |
| Sezóna  | Klub   | Soutěž  | Zápasy | Góly | Soutěž        | Zápasy        | Góly          | Soutěž               | Zápasy               | Góly                 | Zápasy | Góly   |
| ------- | ------ | ------- | ------ | ---- | ------------- | ------------- | ------------- | -------------------- | -------------------- | -------------------- | ------ | ------ |
| 1965/66 | Monza  | Serie B | 3      | 0    | IP            | 0             | 0             | -                    | 0                    | 0                    | 3      | 0      |
| 1966/67 | Monza  | Serie C | 34     | 13   | IP            | 0             | 0             | -                    | 0                    | 0                    | 34     | 13     |
| 1967/68 | Monza  | Serie B | 37     | 11   | IP            | 1             | 0             | -                    | 0                    | 0                    | 38     | 11     |
| 1968/69 | Neapol | Serie A | 22     | 2    | IP            | 2             | 0             | Vel.P                | 4                    | 1                    | 28     | 3      |
| 1969/70 | Turín  | Serie A | 30     | 0    | IP            | 10            | 2             | -                    | 0                    | 0                    | 40     | 2      |
| 1970/71 | Turín  | Serie A | 28     | 4    | IP            | 11            | 0             | Stř.P                | 2                    | 0                    | 41     | 4      |
| 1971/72 | Turín  | Serie A | 30     | 7    | IP            | 5             | 0             | PVP                  | 5                    | 0                    | 40     | 7      |
| 1972/73 | Turín  | Serie A | 18     | 4    | IP            | 3             | 0             | UEFA                 | 2                    | 0                    | 23     | 4      |
| 1973/74 | Turín  | Serie A | 22     | 1    | IP            | 4             | 0             | UEFA                 | 2                    | 1                    | 28     | 2      |
| 1974/75 | Turín  | Serie A | 29     | 2    | IP            | 7             | 1             | -                    | 0                    | 0                    | 36     | 3      |
| 1975/76 | Turín  | Serie A | 28     | 1    | IP            | 3             | 1             | -                    | 0                    | 0                    | 31     | 2      |
| 1976/77 | Turín  | Serie A | 25     | 2    | IP            | 3             | 0             | PMEZ                 | 3                    | 0                    | 31     | 2      |
| 1977/78 | Turín  | Serie A | 29     | 0    | IP            | 5             | 0             | UEFA                 | 5                    | 2                    | 39     | 2      |
| 1978/79 | Turín  | Serie A | 22     | 1    | IP            | 3             | 0             | UEFA                 | 0                    | 0                    | 25     | 1      |
| 1979/80 | Turín  | Serie A | 24     | 3    | IP            | 6             | 0             | UEFA                 | 2                    | 1                    | 32     | 4      |
| 1980/81 | Janov  | Serie B | 27     | 0    | IP            | 0             | 0             | -                    | 0                    | 0                    | 27     | 0      |
| 1981/82 | Janov  | Serie A | 14     | 0    | IP            | 3             | 0             | -                    | 0                    | 0                    | 17     | 0      |
| Celkem  | Celkem | Celkem  | 442    | 52   | -             | 66            | 4             | -                    | 25                   | 5                    | 513    | 60     |

## Úspěchy

### Klubové
- 1× vítěz italské ligy (1975/76)
- 1× vítěz italského poháru (1970/71)

### Reprezentační
- 1× na MS (1978)